# PS 97
PS 97は、スロバキアのポヴァツケ・ストロヤルネ社が開発した自動式拳銃である。

## 概要
1993年に同社が発表したPS 93の小改良モデルで、軍用向けの大型拳銃として開発された。全体的な設計はチェコのCz75に酷似しており、撃発機構はハンマー露出型のシングル/ダブルアクション方式、ロッキングシステムはティルトバレル方式である。マニュアルセフティはフレーム左側面に配置されている。表面仕上げは黒色のニッケルコーティングで、グリップパネルは標準ではプラスチック製だがオプションで木製も存在していた。
メーカーは2000年代初頭に倒産しており、2011年時点で軍・法執行機関での採用例は確認されていない。